# 30 ليلة من نشاط خارق مع الشيطان داخل الفتاة ذات وشم التنين
30 ليلة من نشاط خارق مع الشيطان داخل الفتاة ذات وشم التنين (بالإنجليزية: 30 Nights of Paranormal Activity with the Devil Inside the Girl with the Dragon Tattoo) هو فيلم كوميدي أمريكي من إنتاج عام 2013، ويعد الفيلم محاكاة ساخرة لأفلام نشاط خارق والشيطان بالداخل.

## القصة
بعد العيش في مستشفى للأمراض النفسية، تحاول دانا (كاثرين فيوري) جنبا إلى جنب مع زوجها آرون (فليب شولتز) الانتقال إلى منزلهم الجديد حيث يقوم والدها (فرينش ستيوارت) بقتل فريق عمل الفنان خلال قيامه بطرد الارواح الشريرة. تجد دانا نفسها تتعامل مع الأشخاص الآخرين الذين يعيشون في المنزل، بما في ذلك الارواح الشريرة وابنة زوجها المراهقة (أوليفيا ألكسندر) التي تحب جارها أبراهام لنكولن (بن موريسون).

## باروديا
- 30 يوما من الليل
- نشاط خارق
- الشيطان بالداخل
- الفتاة ذات وشم التنين
- نهوض فارس الظلام
- ابراهام لنكولن: صياد مصاص الدماء

## طاقم التمثيل
- آشلي مارتن: (عروس)
- أوستن مايكل سكوت: (عريس - روجر دودجر)
- هايدي كرامر: (آني)
- بيكلز موس: (بيكلز)
- أليسا كرامر: (ميشيل)
- ميليسا فوس دان: (أديل)
- ستيفن كرامر جليكمان: (المحقق)
- كاثرين فيوري: (دانا جالين)
- فرينش ستيوارت: (هيرب روستي)
- ريان سلاتر: (ريان)
- غاري كارلوس سرفانتس: (الدكتور سكوليتي)
- رينيه دايمنتي: (ماريو ألفريدو)
- فليب شولتز: (آرون جالين)
- أوليفيا ألكسندر: (ليز جالين)
- أرتورو ديل بويرتو: (فيليبي ماني)

## وصلات خارجية
- 30 ليلة من نشاط خارق مع الشيطان داخل الفتاة ذات وشم التنين على موقع IMDb (الإنجليزية)
- 30 ليلة من نشاط خارق مع الشيطان داخل الفتاة ذات وشم التنين على موقع روتن توميتوز (الإنجليزية)
- 30 ليلة من نشاط خارق مع الشيطان داخل الفتاة ذات وشم التنين على موقع Turner Classic Movies (الإنجليزية)
- 30 ليلة من نشاط خارق مع الشيطان داخل الفتاة ذات وشم التنين على موقع أول موفي (الإنجليزية)
- 30 ليلة من نشاط خارق مع الشيطان داخل الفتاة ذات وشم التنين على موقع فيلمافينيتي (الإسبانية)
- 30 ليلة من نشاط خارق مع الشيطان داخل الفتاة ذات وشم التنين على موقع قاعدة بيانات الفيلم (الإنجليزية)
- 30 ليلة من نشاط خارق مع الشيطان داخل الفتاة ذات وشم التنين على موقع ليتربوكسد (الإنجليزية)
- 30 ليلة من نشاط خارق مع الشيطان داخل الفتاة ذات وشم التنين على موقع كينوبويسك (الروسية)